# Mayara Pinheiro
Mayara Monique Figueiredo Pinheiro Reis (Manaus, 13 de abril de 1987), mais conhecida como Dra. Mayara, é uma médica e política brasileira, filiada ao Republicanos. Foi a primeira deputada estadual mulher mais votada do Amazonas. É filha do ex-prefeito de Coari, Adail Pinheiro, e irmã do deputado federal, Adail Filho.

## Trajetória política
Em 2 de outubro de 2016, Mayara foi eleita vice-prefeita da cidade de Coari, na chapa liderada pelo seu irmão, Adail Filho. Com 100% das urnas eletrônicas apuradas, eles receberam 21.360 votos ou 54,97% dos votos válidos, contra 10.218 votos de Raimundo Magalhães (Pros), que obteve 26,30% dos votos.
Em 7 de outubro de 2018, foi eleita deputada estadual pelo estado do Amazonas. Com 100% das urnas eletrônicas apuradas, ela recebeu 50.819 votos ou 2,86% dos votos válidos, se tornando a deputada estadual mais votada do Amazonas em 2018.
Em 31 de janeiro de 2019, Mayara renunciou ao cargo de vice-prefeita de Coari para ocupar uma das cadeiras da Assembleia Legislativa do Amazonas.
Em 2 de outubro de 2022, Mayara foi reeleita deputada estadual pelo Republicanos para um segundo mandato. Ao fim da eleição, ela recebeu 29.970 votos, sendo a 17ª candidata mais votada do Amazonas. Ainda durante o processo eleitoral desse ano, a parlamentar, que no pleito anterior conquistou o título de mais votada, sofreu uma perda expressiva de votos, totalizando uma diminuição de 20.849 votos em relação ao pleito anterior. Essa significativa redução impactou consideravelmente sua posição na corrida eleitoral, sendo superada por Joana Darc (UNIÃO), que obteve uma votação de 87.182 votos, conquistando o novo título de deputada mulher mais votada do Amazonas.